# Oued Essalem
Oued Essalem (în arabă وادى السالم) este o comună din provincia Relizane, Algeria.
Populația comunei este de 9.319 locuitori (2008).